# 吴天球
吴天球（1934年6月—2022年5月7日），男，福建同安人，中国男低音歌唱家，中央音乐学院教授。

## 家庭
妻子黄媚莹为钢琴家、首都师范大学钢琴专业教授。